# Список произведений Луи Вьерна
Ниже приводится сортируемый список произведений Луи Вьерна, содержащий номер опуса, жанр и дату создания.
| Жанр                | Опус | Дата      | Оригинальное название | Русское название                                                                                              |                                                     | Примечания |
| ------------------- | ---- | --------- | --- | --- | --------------------------------------------------- | --- |
| Симфония            | 24   | 1907-1908 | Symphonie en la mineur | Симфония ля минор                                                                                             | для оркестра                                        | |
| Концерт             | 50   | 1925-1926 | Poème | Симфоническая поэма                                                                                           | для фортепиано и оркестра                           | |
| Концерт             | 52   | 1926      | Ballade | Баллада | для скрипки и оркестра                              | |
| Концерт             | -    | 1926      | Pièce symphonique | Симфонические пьесы                                                                                           | для органа и оркестра                               | сокращение органных симфоний N 1-3                                                                              |
| Камерная музыка     | 5    | 1894-1895 | Deux pièces - Le soir - Légende | Две пьесы Вечер Легенда                                                                                       | для альта или виолончели и фортепиано               | |
| Камерная музыка     | 6    | 1894?     | Largo et Canzonetta | Ларго и канцонетта                                                                                            | для гобоя и фортепиано                              | |
| Камерная музыка     | 12   | 1894      | Quatour à cordes en ré mineur | Струнный квартет ре минор                                                                                     | для двух скрипок, альта и виолончели                | |
| Камерная музыка     | 23   | 1905-1906 | Sonate en sol mineur | Соната соль минор                                                                                             | для скрипки и фортепиано                            | |
| Камерная музыка     | 25   | 1909      | Rhapsodie en sol bémol majeur | Рапсодия соль-бемоль мажор                                                                                    | для арфы                                            | |
| Камерная музыка     | 27   | 1910      | Sonate en si mineur | Соната си минор                                                                                               | для фортепиано и виолончели                         | |
| Камерная музыка     | 42   | 1917-1918 | Quintette en ut mineur pour piano et cordes | Квинтет для фортепиано и струнных до минор                                                                    | для двух скрипок, альта, виолончели и фортепиано    | |
| Камерная музыка     | 46   | 1921      | Marche triomphale pour le centenaire de Napoléon Ier | Триумфальный марш к столетней годовщине смерти Наполеона I                                                    | для трёх труб, трёх тромбонов, литавр и органа      | |
| Камерная музыка     | 56   | 1928      | Soirs étrangers - Grenade - Sur le Léman - Venise - Steppe canadien - Poissons chinois | Вечера за границей Гранада На Женевском озере Венеция Канадская степь Золотая рыбка                           | для виолончели и фортепиано                         | |
| Органная музыка     | 1    | 1894      | Allegretto | Аллегретто си минор                                                                                           | для органа                                          | |
| Органная музыка     | -    | 1894      | Verset fugué sur «In exitu Israel» | Verset fugué sur «In exitu Israel»                                                                            | для органа                                          | |
| Органная музыка     | 4    | 1896      | Prélude funèbre | Похоронная прелюдия До минор                                                                                  | для органа                                          | |
| Органная музыка     | 8    | 1899      | Communion | Причастие | для органа                                          | |
| Органная музыка     | 14   | 1898-1899 | Première symphonie pour grand orgue | Симфония для органа № 1 ре минор                                                                              | для органа                                          | |
| Органная музыка     | 20   | 1902-1903 | Deuxième symphonie pour grand orgue | Симфония для органа № 2 ми минор                                                                              | для органа                                          | |
| Органная музыка     | 28   | 1911      | Troisième symphonie pour grand orgue | Симфония для органа № 3 фа-диез минор                                                                         | для органа                                          | |
| Органная музыка     | 30   | 1912      | Messe basse - Entrée - Introit - Offertoire - Élévation - Communion - Sortie | Малая месса                                                                                                   | для органа или фисгармонии                          | |
| Органная музыка     | 31   | 1913-1914 | 24 Pièces en style libre - Préambule - Cortège - Complainte - Épitaphe - Prélude - Canon - Méditation - Idylle mélancolique - Madrigal - Rêverie - Divertissement - Canzona - Légende - Scherzetto - Arabesque - Choral - Lied - Marche funèbre - Berceuse - Pastorale - Carillon - Élégie - Épithalame - Postlude                  | 24 пьесы в свободном стиле                                                                                    | для органа или фисгармонии                          | |
| Органная музыка     | 32   | 1914      | Quatrième symphonie pour grand orgue | Симфония для органа № 4 соль минор                                                                            | для органа                                          | |
| Органная музыка     | -    | 1914      | Prélude en fa dièse mineur | Прелюдия фа-диез минор                                                                                        | для органа                                          | |
| Органная музыка     | 47   | 1923-1924 | Cinqième symphonie pour grand orgue | Симфония для органа № 5 ля минор                                                                              | для органа                                          | |
| Органная музыка     | 51   | 1926      | 24 Pièces de fantaisie: Première Suite - Prélude - Andantino - Caprice - Intermezzo - Requiem aeternam - Marche nuptiale | 24 фантастические пьесы: сюита № 1                                                                            | для органа                                          | |
| Органная музыка     | 53   | 1926      | 24 Pièces de fantaisie: Deuxième Suite - Lamento - Sicilienne - Hymne au soleil - Feux follets - Clair de lune - Toccata | 24 фантастические пьесы: сюита № 2                                                                            | для органа                                          | |
| Органная музыка     | 54   | 1927      | 24 Pièces de fantaisie: Troisième Suite - Dédicace - Impromptu - Étoile du soir - Fantômes - Sur le Rhin - Carillon de Westminster | 24 фантастические пьесы: сюита № 3                                                                            | для органа                                          | |
| Органная музыка     | 55   | 1927      | 24 Pièces de fantaisie: Quatrième Suite - Aubade - Résignation - Cathédrales - Naïades - Gargouilles et Chimères - Les cloches de Hinckley | 24 фантастические пьесы: сюита № 4                                                                            | для органа                                          | |
| Органная музыка     | -    | 1928      | Trois improvisations - Marche épiscopale - Méditation - Cortège | Три импровизации                                                                                              | для органа                                          | исполнены Вьерном в Соборе Парижской Богоматери в ноябре 1928 г; транскрипция с записи Мориса Дюрюфле (1954 г.) |
| Органная музыка     | 58   | 1929-1931 | Triptyque - Matines - Communion - Stèle pour un enfant défunt | Триптих | для органа                                          | |
| Органная музыка     | 59   | 1930      | Sixième symphonie pour grand orgue | Симфония для органа № 6 си минор                                                                              | для органа                                          | |
| Органная музыка     | 62   | 1934      | Messe basse pour les défunts - Prélude - Introit - Offertoire - Élévation - Communion - Défilé | Малая поминальная месса                                                                                       | для органа или фисгармонии                          | |
| Фортепианная музыка | 7    | 1895      | Deux pièces - Impression d’automne - Intermezzo | Две пьесы Осеннее впечатление Интермеццо                                                                      | для фортепиано                                      | |
| Фортепианная музыка | 9    |           | Feuillets d’album - Matin d'été - Contemplation - La mer et la nuit - Nuit étoilée - Coup de vent - Le vieux berger - La valse - Dans le bois - Chanson des faucheurs | Альбом листвы                                                                                                 | для фортепиано                                      | рукопись утеряна                                                                                                |
| Фортепианная музыка | 17   | 1899      | Suite bourguignonne - Aubade - Idylle - Divertissement - Légende bourguignonne - À l’angélus du soir - Danse rustique - Clair de lune | Бургундская сюита                                                                                             | для фортепиано                                      | |
| Фортепианная музыка | 35   | 1915-1916 | Trois nocturnes - La nuit avait envahi la nef de la cathédrale… - Au splendide mois de mai, lorsque les bourgeons rompaient l'écorce… - La lumière rayonnait des astres de la nuit, le rossignol chantait… | Три ноктюрна                                                                                                  | для фортепиано                                      | |
| Фортепианная музыка | 36   | 1914-1915 | Douze préludes - Prologue - Tendresse - Pressentiment - Souvenir d’un jour de joie - Nostalgie - Par gros temps - Évocation d’un jour d’angoisse - Dans la nuit - Suprême appel - Sur une tombe - Adieu - Seul | Двенадцать прелюдий                                                                                           | для фортепиано                                      | |
| Фортепианная музыка | 39   | 1916      | Poème des cloches funèbres - Cloches dans le cauchemar - Le glas | Поэма похоронных колоколов                                                                                    | для фортепиано                                      | 1. рукопись утеряна                                                                                             |
| Фортепианная музыка | 43   | 1916      | Silhouettes d’enfants - Valse - Chanson - Divertissement - Barcarolle - Gavotte dans le style ancien | Детские силуэты                                                                                               | для фортепиано                                      | |
| Фортепианная музыка | 44   | 1918      | Solitude - Hantise - Nuit blanche - Vision hallucinante - La ronde fantastique des revenants | Одиночество                                                                                                   | для фортепиано                                      | |
| Фортепианная музыка | 49   | 1922      | Ainsi parlait Zarathoustra, Poème | Так говорил Заратустра                                                                                        | для фортепиано                                      | После прочтения книги Ф. Ницше; неоконченное произведение                                                       |
| Хоровая музыка      | 16   | 1899      | Messe solennelle en ut dièse mineur | Торжественная месса                                                                                           | для четырёхголосного смешанного хора и двух органов | |
| Хоровая музыка      | 22   | 1903-1905 | Praxinoë, Légende lyrique | Praxinoë | для солистов, хора и оркестра                       | Лирическая легенда; либретто Амбруаза Колена                                                                    |
| Вокальная музыка    | 2    | 1891      | Tantum ergo | Tantum ergo                                                                                                   | для одного или четырёх голосов                      | |
| Вокальная           | 3    | c.1890    | Ave Maria | Ave Maria | для сопрано или тенора                              | |
| Вокальная музыка    | 10   | 1895      | 2 Mélodies - À Elle - En Prison | Две песни | для голоса и фортепиано                             | на слова П. Гобиллара и П. Верлена рукопись утеряна                                                             |
| Вокальная музыка    | 11   | 1896      | 3 Mélodies - Beaux papillons blancs - Donc ce sera par un clair soir d'été - Qu’as-tu fait de ta jeunesse? | Три песни | для голоса и фортепиано                             | на слова Т. Готье, П. Верлена                                                                                   |
| Вокальная музыка    | 13   | 1899      | 3 Mélodies - Chanson d’automne - Lied d’amour - Extase | Три песни | для голоса и фортепиано                             | слова П. Верлена, Carly Timun и В. Гюго                                                                         |
| Вокальная музыка    | 18   | 1897      | 3 Mélodies - L’heure du berger - Ô triste, triste était mon âme! - Le Rouet | Три песни | для голоса и фортепиано                             | слова П. Верлена и Ш. Леконт де Лиля                                                                            |
| Вокальная музыка    | 19   | 1898      | Dors, chère Prunelle | Спи, дорогая Prunelle                                                                                         | для голоса и фортепиано                             | слова Catulle Mendès                                                                                            |
| Вокальная музыка    | 21   |           | | |                                                     | рукопись утеряна; возможно, три мотета или три песни                                                            |
| Вокальная музыка    | 26   | 1903      | 3 Mélodies - Soleils couchants - Nox - Adieu | Три песни | для голоса и фортепиано                             | слова П. Верлена, Ш. Леконт де Лиля и Ф. Вилье де Лиль-Адама                                                    |
| Вокальная музыка    | 29   | 1912      | Stances d’amour et de rêve - Les Chaînes - Chanson de mer - À l’hirondelle - Ressemblance - Le Galop | Стансы любви и грёз                                                                                           | для голоса и фортепиано                             | слова Сюлли-Прюдома                                                                                             |
| Вокальная музыка    | 33   | 1914      | Psyché | Psyché | для сопрано и оркестра (или фортепиано)             | Симфоническая поэма; слова В. Гюго                                                                              |
| Вокальная музыка    | 34   | 1912      | Les djinns | Les djinns | для сопрано и оркестра                              | Симфоническая поэма                                                                                             |
| Вокальная музыка    | 37   | 1916      | Éros | Éros | для сопрано и оркестра                              | Симфоническая поэма; слова Анны де Ноай                                                                         |
| Вокальная музыка    | 38   | 1916      | Spleens et détresses - Dans l’interminable ennui de la plaine - Un grand sommeil noir - Spleens - Promenade sentimentale - À une femme - Sérénade - Le son du cor - Sapho - Les faux beaux jour - Marine | Печаль и тоска                                                                                                | для сопрано и фортепиано или оркестра               | слова П. Верлена                                                                                                |
| Вокальная музыка    | 40   | 1907      | Romance | Романс | для голоса и фортепиано                             | Вокализ |
| Вокальная музыка    | 41   | 1917      | Dal vertice | Dal vertice                                                                                                   | для тенора и оркестра (или фортепиано)              | лирическая ода; слова Г. Д’Аннунцио                                                                             |
| Вокальная музыка    | 45   | 1919      | Cinq poèmes de Baudelaire - Recueillement - Réversibilité - Le Flambeau vivant - La Cloche fêlée - Les Hiboux | Пять стихов Бодлера - Задумчивость - Обратимость - Живой факел - Старый колокол - Совы                        | для сопрано и фортепиано                            | слова Шарля Бодлера                                                                                             |
| Вокальная музыка    | 48   | 1924      | Poème de l’amour I. Floréal - Le Jour où je vous vis - Au jardin d mon cœur - Le Bateau rose II. Thermidor - Donne-moi tes baisers - Le Trésor - Rondeaux mignons - Abdications III. Brumaire - Sonnet d’automne - Les Sorcières - Air retrouvé - Le Bateau noir IV. Nivôse - Jour d’hiver - Souvenir - Angoisse - Sombres plaisirs | Стихи любви                                                                                                   | для голоса и фортепиано                             | 15 песен; слова Жана Ришпена                                                                                    |
| Вокальная музыка    | 57   | 1930-1931 | Les Angélus - Au Matin - À Midi - Au Soir | Les Angélus                                                                                                   | для голоса и органа (или оркестра)                  | |
| Вокальная музыка    | 60   | 1930      | Quatre poèmes grecs - Offrande à Pan - Le Repos - Offrande à Kypris - Chanson pour Avril | Четыре греческих стихотворения - Жертвоприношение Пану - Покой - Жертвоприношение Афродите - Апрельская песня | для сопрано и арфы или фортепиано                   | слова Анны де Ноай                                                                                              |
| Вокальная музыка    | 61   | 1931      | La ballade du désespéré | Баллада отчаяния                                                                                              | для тенора и оркестра (или фортепиано)              | Лирическая поэма                                                                                                |
| Вокальная музыка    | -    |           | Les roses blanches de la lune | Белые розы в лунном свете                                                                                     | для голоса и фортепиано                             | слова Жана Ришпена                                                                                              |